# 阿尼奥科斯基
阿尼奥科斯基，是主要使用于芬兰的芬蘭語姓。以下知名人物使用此姓：
- 道格·阿尼奥科斯基（英语：Doug Aarniokoski）（1965年8月25日－），美国电视导演、制片人。
- 帕沃·阿尼奥科斯基（1893年4月5日－1961年10月17日），芬兰农民、政治家。